# Daniel Gospić
Daniel Gospić, rođen 28. 12. 1981., hrvatski je reprezentativac u podvodnom ribolovu iz Malog Lošinja.
Osvojio je zlato u pojedinačnoj konkurenciji na euroafričkom prvenstvu u Španjolskoj 2007. godine i u Malom Lošinju 2017. godine te zlato na Svjetskom prvenstvu u Malom Lošinju 2010. godine, pojedinačno i momčadski, kada ga je vodio izbornik Livio Fiorentin. Višestruki je državni prvak i član SD Škarpina iz Nerezina.